# El libro talonario
El libro talonario es una novela breve escrita por Pedro Antonio de Alarcón. Se publicó por primera vez en 1877, siendo incluía en 1881 en la serie Historietas nacionales publicada por la Imprenta y Fundación de Manuel Tello de Madrid. 

## Sinopsis
El tío Buscabeatas es un honrado agricultor del pueblo de Rota, que cuida sus calabazas como si fueran sus hijas, hasta el punto de dar nombre propio a cada una de ellas. Al tiempo de la cosecha cuenta con llevar 40 de sus mejores calabazas al mercado vecino de Cádiz, pero la noche anterior se las roban. Pensando que sin duda, el ladrón las habrá llevado al mercado, toma el barco que cruza la bahía de Cádiz y se dirige a la plaza del mercado.
Allí descubre y reconoce a sus amadas calabazas y denuncia al vendedor a la policía. Éste dice ser un revendedor y haberlas comprado al tío Fulano. El juez de abastos se hace cargo del caso, pero pide al acusador pruebas del delito. Entonces, el tío Buscabeatas saca de su pañuelo un manojo de trozos de tallos de calabazas, y demuestra que cada uno encaja perfectamente con las calabazas cortadas, al igual que un libro talonario lo hace con sus talones.
El tío Fulano es obligado a restituir los 15 duros de la venta fraudulenta a su propietario, y éste vuelve a Rota satisfecho, pero a la vez lamentando no haberse quedado con Manuela, su mejor calabaza.
Existe una obra de teatro homónima, en verso y con diferente argumento, de José Echegaray del año 1.874 (Se puede ver en "Biblioteca virtual Miguel de Cervantes")